# Wemding
Wemding è un comune tedesco di 5 860 abitanti situato nel land della Baviera.